# 2002 en astronautique
Chronologie de l'astronautique
- 1998
- 1999
- 2000
- 2001
- 2002
- 2003
- 2004
- 2005
- 2006

Cette page présente une chronologie des événements qui se sont produits pendant l'année 2002 dans le domaine de l'astronautique.

## Synthèse de l'année 2002

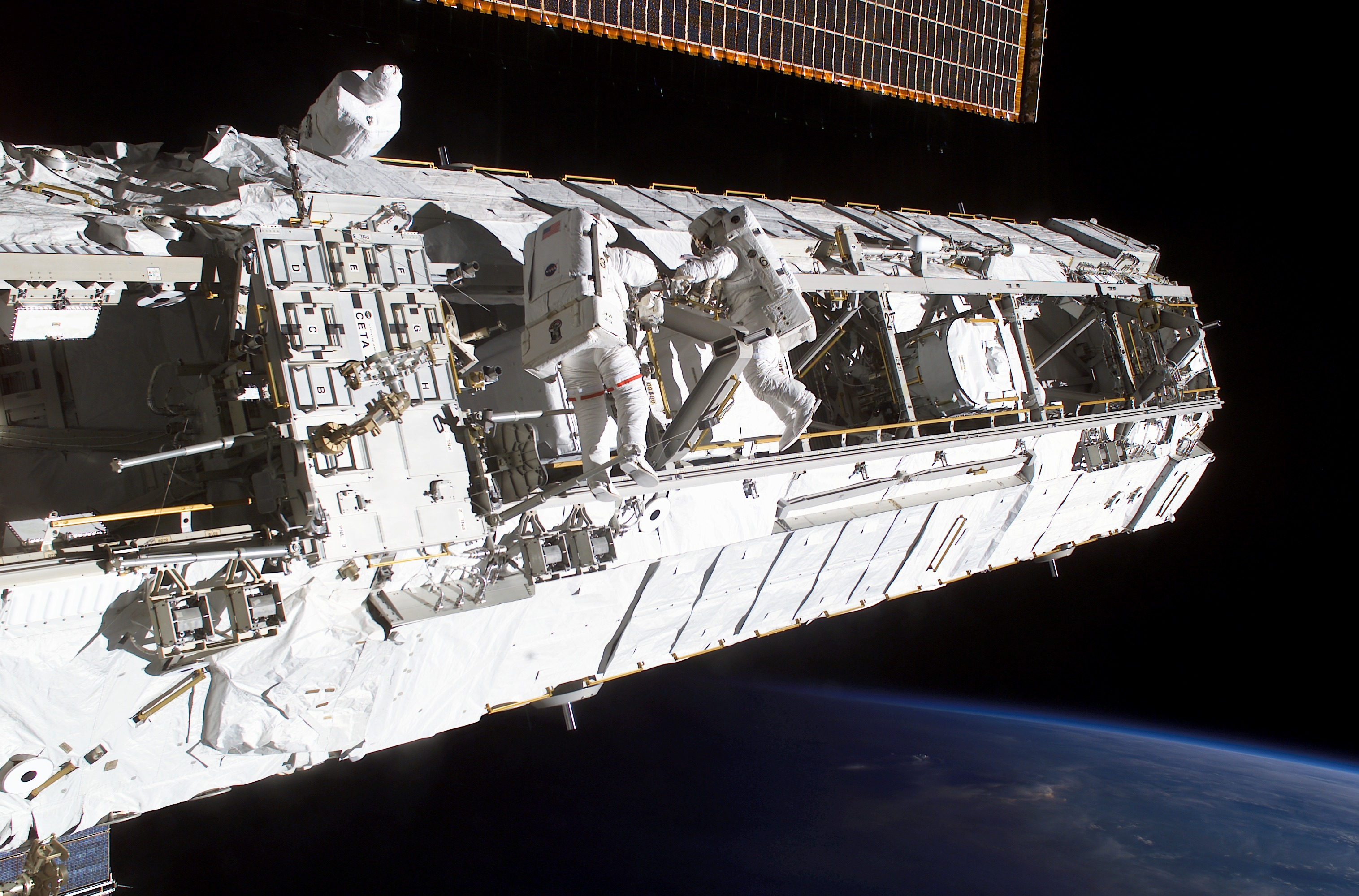
Assemblage de la poutre de la station spatiale internationale

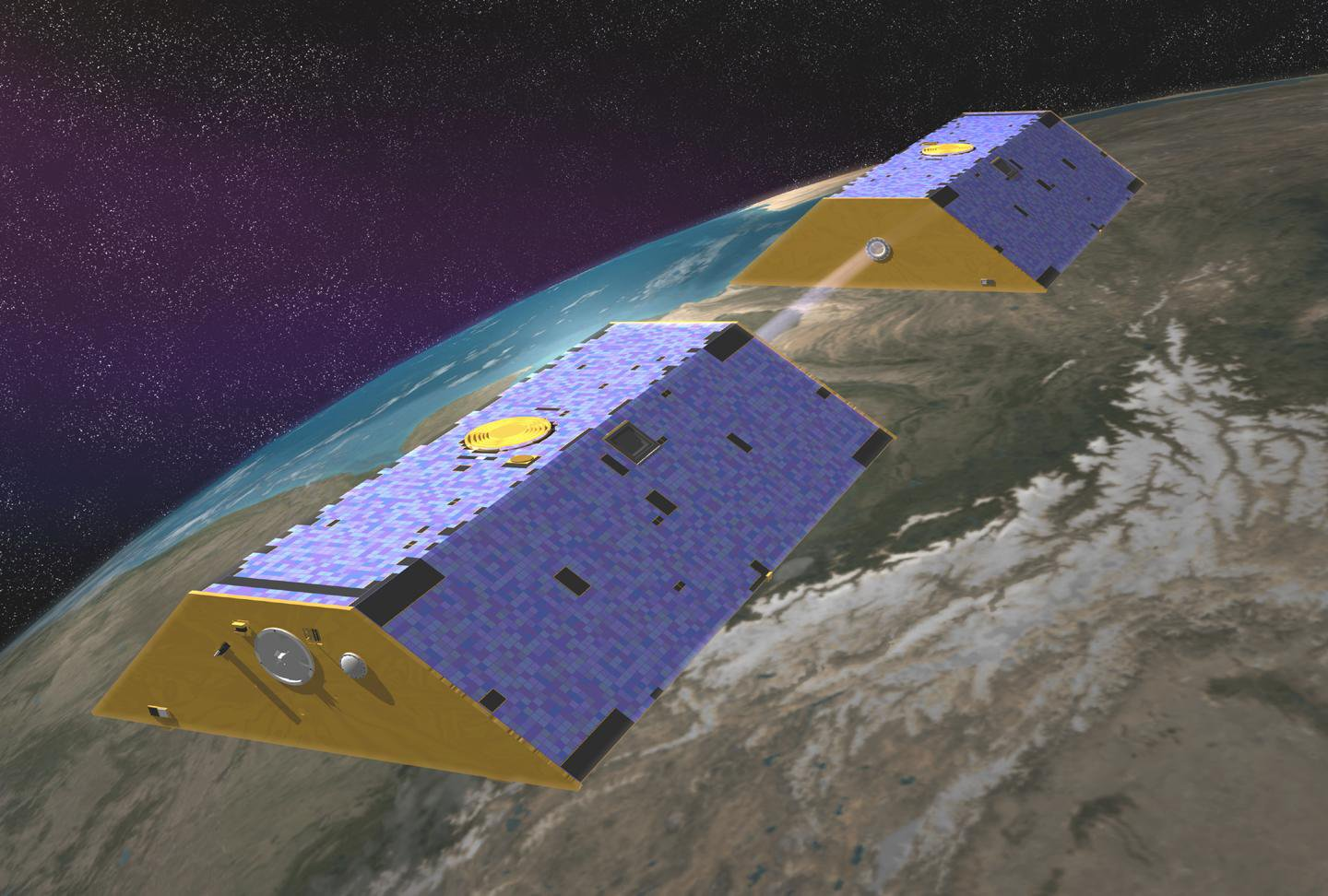
Les satellites GRACE étudient le champ magnétique terrestre (vue d'artiste).

### Exploration du système solaire
Une seule  sonde spatiale est lancée en 2012. CONTOUR est un engin de la NASA du Programme Discovery dont  L'objectif principal de CONTOUR est d'étudier deux comètes : Encke et 73P/Schwassmann-Wachmann. La sonde devait prendre des images du noyau avec une résolution de 4 mètres, effectuer une analyse spectrale du noyau avec une résolution de 100 à 200 mètres et récolter des données détaillées sur la composition des gaz et des poussières proches du noyau. Elle cesse de fonctionner peu après son lancement en juillet 2002.

### Satellites scientifiques
L'Agence spatiale européenne lance en 2002 deux satellites scientifiques très ambitieux :
- International Gamma-Ray Astrophysics Laboratory est un observatoire spatial d'astrophysique  qui étudie les rayons gamma de moyenne énergie (de 20 keV à 100 MeV) émis par des sources telles que les trous noirs, étoiles à neutrons, supernovae, le milieu interstellaire, etc. Ce satellite de 4 tonnes utilise la combinaison de deux instruments pour ses observations : IBIS qui se caractérise par sa résolution angulaire et est utilisé pour localiser avec précision la source du rayonnement gamma et SPI qui dispose par contre d'une meilleure résolution spectrale.
- ENVISAT a pour objectif est de mesurer de manière continue à différentes échelles les principaux paramètres environnementaux de la Terre relatifs à l'atmosphère, l'océan, les terres émergées et les glaces. . Pour remplir cette mission l'ESA a conçu un satellite de très grande taille (masse de 8 200 kg et dimension hors tout de 26 m × 10 m × 5 m) permettant d'embarquer 10 instruments scientifiques comprenant radar, radiomètre et plusieurs spectromètres.

La NASA lance en 2002 trois satellites scientifiques :
- Reuven Ramaty High Energy Solar Spectroscopic Imager (RHESSI) est un observatoire solaire à rayons X de petite taille (mission SMEX  du programme Explorer) dont l'objectif est de recueillir des données sur l'accélération des particules et les libérations explosives d'énergie durant les éruptions solaires.
- Aqua ou EOS/PM-1 est un satellite  de recherche scientifique dont la mission porte sur l'étude du cycle de l'eau c'est-à-dire des précipitations et des processus d'évaporation. C'est le deuxième engin spatial du programme international Earth Observing System (EOS) (Système d'observation de la Terre) et il fait  partie d'un groupe de satellites placés sur la même orbite de manière à corréler leurs données baptisé le « A-Train ».
- Gravity Recovery and Climate Experiment (GRACE) a pour objectif d'effectuer des mesures détaillées de la gravité terrestre.  GRACE repose sur deux satellites travaillant en tandem. Cette mission spatiale fait partie du programme Earth Observing System.

### Vols habités
La mission STS-109 de la Navette spatiale américaine est consacrée à la troisième mission de maintenance du télescope Hubble. L'assemblage de la poutre de la Station spatiale internationale débute en 2002. La Chine effectue deux nouveaux tests sans équipage de son vaisseau spatial habité (missions Shenzhou 3 et Shenzhou 4).

### Lanceurs

#### Ariane 5 ECA
Le 11 décembre a vu le premier lancement de la version ECA d'Ariane 5, capable d'amener 10 tonnes de charge utile sur une orbite de transfert géostationnaire, propulsée avec une nouvelle version du moteur Vulcain (Vulcain 2) : le vol 157 d'Ariane.

Le lanceur embarquait les satellites Hot-bird 7 (satellite Telecom d'Eutelsat), Stentor (démonstrateur technologique du CNES) ainsi qu'un complément de poids de 1960 kg pour démontrer les capacités du lanceur.

456 s après l'allumage (449 s après le décollage) le lanceur et ses passagers sont détruits par le contrôle au sol, à 69 km d’altitude et 800 km des côtes.

La commission d’enquête a établi qu'une « fuite du système de refroidissement a généré un échauffement de la partie haute de la tuyère du moteur Vulcain » avec pour effet « une forte dissymétrie de la poussée qui, désaxée, a entraîné la perte du contrôle de la trajectoire du lanceur ».

### Programmes spatiaux nationaux

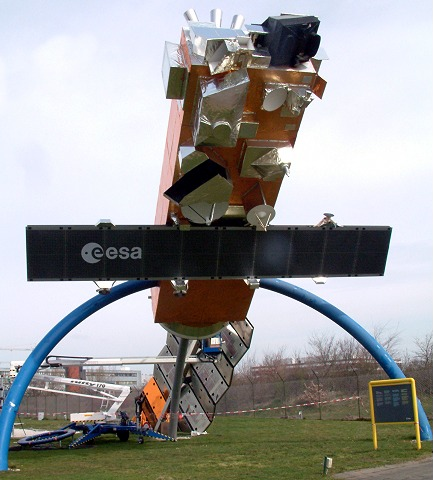
Maquette à l'échelle du satellite ENVISAT.
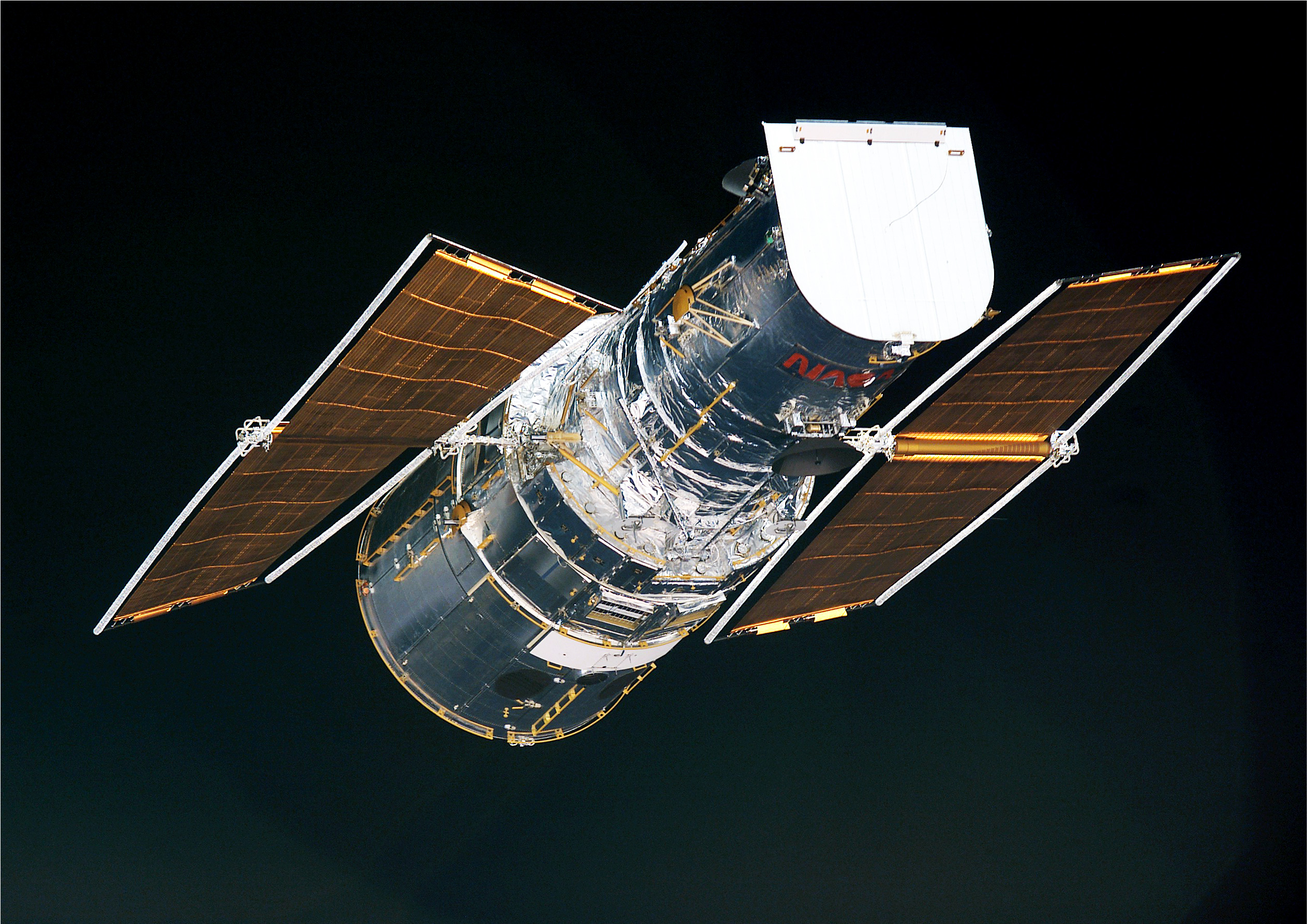
Le télescope Hubble photographié durant la troisième mission de maintenance STS-109
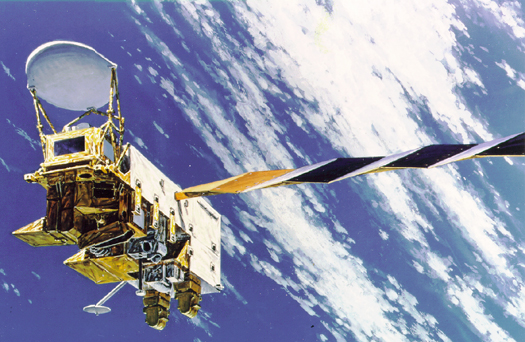
Aqua (vue d'artiste).

## Chronologie des lancements

### Janvier
| Date            | Lanceur              | Base de lancement | Type                   | Charge utile | Notes                                      |
| 16 janvier 2002 | Titan 401B / Centaur | Cape Canaveral    | Orbite géostationnaire | Milstar 5    | Satellite de télécommunications militaires |
| 23 janvier 2002 | Ariane 4 2L          | Kourou            | Orbite géostationnaire | Insat 3C     | Satellite de télécommunications            |

### Février
| Date            | Lanceur           | Base de lancement      | Type                   | Charge utile      | Notes                                                             |
| 4 février 2002  | H-IIA 2024        | Tanegashima            | Orbite basse           | MDS-1, DASH       | Satellite technologique, Démonstrateur véhicule de rentrée (DASH) |
| 5 février 2002  | Pegasus XL        | L-1011, Cape Canaveral | Orbite basse           | RHESSI            | Observatoire rayons X                                             |
| 11 février 2002 | Delta II 7920-10C | Vandenberg             | Orbite basse           | Iridium x 5       | Satellites de télécommunications                                  |
| 21 février 2002 | Atlas 3B          | Cape Canaveral         | Orbite géostationnaire | EchoStar VII      | Satellite de télécommunications                                   |
| 23 février 2002 | Ariane 4 4L       | Kourou                 | Orbite géostationnaire | Intelsat 904      | Satellite de télécommunications                                   |
| 25 février 2002 | Soyouz-U-PVB      | Plessetsk              | Orbite basse           | Iantar-4K2 Kobalt | Satellite de reconnaissance                                       |

### Mars
| Date          | Lanceur                     | Base de lancement      | Type                   | Charge utile               | Notes                                                     |
| 1er mars 2002 | Ariane 5 G                  | Kourou                 | Orbite héliosynchrone  | ENVISAT                    | Satellite d'observation de la Terre                       |
| 1er mars 2002 | Navette spatiale américaine | Centre spatial Kennedy | Orbite basse           | Navette Columbia (STS-109) | Maintenance du télescope Hubble                           |
| 8 mars 2002   | Atlas IIA                   | Cape Canaveral         | Orbite géostationnaire | TDRS 9                     | Satellite de télécommunications de la NASA                |
| 17 mars 2002  | Rokot                       | Plessetsk              | Orbite héliosynchrone  | GRACE                      | Cartographie du champ de gravité terrestre (2 satellites) |
| 21 mars 2002  | Soyouz-U-PVB                | Baïkonour              | Orbite basse           | Progress M1-8              | Ravitaillement station spatiale                           |
| 25 mars 2002  | Longue Marche 2F            | Jiuquan                | Orbite basse           | Shenzhou 3                 |                                                           |
| 29 mars 2002  | Ariane 4 4L                 | Kourou                 | Orbite géostationnaire | JCSAT-8, Astra 3A          | Satellites de télécommunications                          |
| 30 mars 2002  | Proton-K / DM-2M            | Baïkonour              | Orbite géostationnaire | Intelsat 903               | Satellite de télécommunications                           |

### Avril
| Date           | Lanceur                     | Base de lancement      | Type                   | Charge utile               | Notes                            |
| 1er avril 2002 | Molnia M                    | Plessetsk              | Orbite géostationnaire | Oko US-KS                  | Satellite d'alerte précoce       |
| 8 avril 2002   | Navette spatiale américaine | Centre spatial Kennedy | Orbite basse           | Navette Atlantis (STS-110) |                                  |
| 16 avril 2002  | Ariane 4 4L                 | Kourou                 | Orbite géostationnaire | NSS-7 (en)                 | Satellite de télécommunications  |
| 25 avril 2002  | Soyouz-U-PVB                | Baïkonour              | Orbite basse           | Soyouz TM-34               | Relève équipage station spatiale |

### Mai
| Date        | Lanceur           | Base de lancement | Type                   | Charge utile           | Notes                                                                    |
| 4 mai 2002  | Ariane 4 2P       | Kourou            | Orbite basse           | SPOT 5                 | Satellite de télédétection                                               |
| 4 mai 2002  | Delta II 7920-10L | Vandenberg        | Orbite héliosynchrone  | Aqua                   | Etude du cycle de l'eau sur Terre                                        |
| 7 mai 2002  | Proton-K / DM-2M  | Baïkonour         | Orbite géostationnaire | DirecTV-5              | Satellite de télécommunications                                          |
| 15 mai 2002 | Longue Marche 4B  | Taiyuan           | Orbite héliosynchrone  | Haiyang 1, Feng-Yun 1D | Satellite d'observation de la Terre, Satellite météorologique (Feng-Yun) |
| 28 mai 2002 | Shavit 1          | Palmachim         | Orbite basse           | Ofek-5                 | Satellite de reconnaissance                                              |
| 28 mai 2002 | Cosmos-3M         | Plessetsk         | Orbite basse           | Parus ?                | Satellite de navigation militaire                                        |

### Juin
| Date         | Lanceur                     | Base de lancement         | Type                   | Charge utile                | Notes                            |
| 5 juin 2002  | Ariane 4 4L                 | Kourou                    | Orbite géostationnaire | Intelsat 905                | Satellite de télécommunications  |
| 5 juin 2002  | Navette spatiale américaine | Centre spatial Kennedy    | Orbite basse           | Navette Endeavour (STS-111) | Ravitaillement station spatiale  |
| 10 juin 2002 | Proton-K / DM-2M            | Baïkonour                 | Orbite géostationnaire | Ekspress-A1T                | Satellite de télécommunications  |
| 15 juin 2002 | Zenit-3SL                   | Plate-forme Ocean Odyssey | Orbite géostationnaire | Galaxy 3C                   | Satellite de télécommunications  |
| 20 juin 2002 | Rokot                       | Plessetsk                 | Orbite basse           | Iridium x 2                 | Satellites de télécommunications |
| 24 juin 2002 | Titan II SLV                | Vandenberg                | Orbite héliosynchrone  | NOAA 17                     | Satellite météorologique         |
| 26 juin 2002 | Soyouz-U-PVB                | Baïkonour                 | Orbite basse           | Progress M-46               | Ravitaillement station spatiale  |

### Juillet
| Date            | Lanceur           | Base de lancement | Type                   | Charge utile             | Notes                               |
| 3 juillet 2002  | Delta II 7425-9.5 | Cape Canaveral    | Orbite héliocentrique  | CONTOUR                  | Etude des comètes                   |
| 5 juillet 2002  | Ariane 5 G        | Kourou            | Orbite géostationnaire | Stellat 5, N-STAR c (en) | Satellites de télécommunications    |
| 8 juillet 2002  | Cosmos-3M         | Plessetsk         | Orbite basse           | Strela-3 x 2             | Satellites de télécommunications    |
| 25 juillet 2002 | Proton-K / 17S40  | Baïkonour         | Orbite moyenne         | Araks-N 2                | Satellite de reconnaissance optique |

### Août
| Date         | Lanceur          | Base de lancement | Type                   | Charge utile                        | Notes                                                           |
| 21 août 2002 | Atlas V 401      | Cape Canaveral    | Orbite géostationnaire | Hot Bird 6                          | Satellite de télécommunications                                 |
| 22 août 2002 | Proton-K / DM-2M | Baïkonour         | Orbite géostationnaire | EchoStar VIII                       | Satellite de télécommunications                                 |
| 28 août 2002 | Ariane 5 G       | Kourou            | Orbite géostationnaire | Atlantic Bird 1, MGS-1 (Météosat 8) | Satellite de télécommunications, Satellite météorologique (MGS) |

### Septembre
| Date              | Lanceur     | Base de lancement | Type                   | Charge utile            | Notes                                                                                      |
| 6 septembre 2002  | Ariane 4 4L | Kourou            | Orbite géostationnaire | Intelsat 906            | Satellite de télécommunications                                                            |
| 10 septembre 2002 | H-IIA 2024  | Tanegashima       | Orbite basse           | USERS, Kodama           | Expériences microgravité avec véhicule de rentrée (USERS), Satellite de télécommunications |
| 12 septembre 2002 | PSLV        | Satish-Dhawan     | Orbite géostationnaire | Kalpana-1 (ex MetSat-1) | Satellite météorologique militaire                                                         |
| 15 septembre 2002 | Kaituozhe-1 | Taiyuan           | Orbite basse           | PS 1                    | Satellite technologique ; Échec du lancement                                               |
| 18 septembre 2002 | Atlas IIAS  | Cape Canaveral    | Orbite géostationnaire | Hispasat 1D             | Satellite de télécommunications                                                            |
| 25 septembre 2002 | Soyouz-FG   | Baïkonour         | Orbite basse           | Progress M1-9           | Ravitaillement station spatiale                                                            |
| 26 septembre 2002 | Cosmos-3M   | Plessetsk         | Orbite basse           | Nadezhda-M              | Satellite de navigation                                                                    |

### Octobre
| Date            | Lanceur                     | Base de lancement      | Type                         | Charge utile               | Notes                                                                  |
| 7 octobre 2002  | Navette spatiale américaine | Centre spatial Kennedy | Orbite basse                 | Navette Atlantis (STS-112) |                                                                        |
| 15 octobre 2002 | Soyouz-U-PVB                | Plessetsk              | Orbite basse                 | Foton-M No. 1              | Expériences microgravité avec véhicule de rentrée ; Échec du lancement |
| 17 octobre 2002 | Proton-K / 17S40            | Baïkonour              | Orbite haute très elliptique | INTEGRAL                   | Observatoire gamma                                                     |
| 27 octobre 2002 | Longue Marche 4B            | Taiyuan                | Orbite polaire               | ZY 2                       | Satellite d'observation de la Terre                                    |
| 30 octobre 2002 | Soyouz-FG                   | Baïkonour              | Orbite basse                 | Soyouz TMA-1               | Relève équipage station spatiale                                       |

### Novembre
| Date             | Lanceur                     | Base de lancement      | Type                   | Charge utile                | Notes                                                   |
| 20 novembre 2002 | Delta IV 4M+(4,2)           | Cape Canaveral         | Orbite géostationnaire | Eutelsat W5                 | Satellite de télécommunications                         |
| 24 novembre 2002 | Navette spatiale américaine | Centre spatial Kennedy | Orbite basse           | Navette Endeavour (STS-113) |                                                         |
| 25 novembre 2002 | Proton-K / DM-2M            | Baïkonour              | Orbite géostationnaire | Astra 1K                    | Satellite de télécommunications ; Échec du lancement    |
| 28 novembre 2002 | Cosmos-3M                   | Plessetsk              | Orbite polaire         | AlSat 1, Mozhaets-3         | Surveillance désastres (AlSat), Satellite universitaire |

### Décembre
| Date             | Lanceur           | Base de lancement | Type                   | Charge utile                      | Notes                                                                             |
| 5 décembre 2002  | Atlas IIA         | Cape Canaveral    | Orbite géostationnaire | TDRS 10                           | Satellite de télécommunications de la NASA                                        |
| 11 décembre 2002 | Ariane 5 ECA      | Kourou            | Orbite géostationnaire | Hot Bird 7, Stentor               | Satellites de télécommunications (expérimental pour Stentor) ; Échec du lancement |
| 14 décembre 2002 | H-IIA 202         | Tanegashima       | Orbite héliosynchrone  | ADEOS II , ….                     | Surveillance de l'environnement                                                   |
| 17 décembre 2002 | Ariane 4 4L       | Kourou            | Orbite géostationnaire | NSS-6 (en)                        | Satellite de télécommunications                                                   |
| 20 décembre 2002 | Dnepr             | Plessetsk         | Orbite basse           | Trailblazer, nano-satellites, ..  | Maquette de sonde lunaire                                                         |
| 24 décembre 2002 | Molnia M          | Plessetsk         | Orbite géostationnaire | Oko US-KS                         | Satellite d'alerte précoce                                                        |
| 25 décembre 2002 | Proton-K / DM-2M  | Baïkonour         | Orbite moyenne         | GLONASS Ouragan No. 791, 792, 793 | Satellites de navigation                                                          |
| 29 décembre 2002 | Longue Marche 2F  | Jiuquan           | Orbite basse           | Shenzhou 4                        |                                                                                   |
| 29 décembre 2002 | Proton-M / Briz-M | Baïkonour         | Orbite géostationnaire | Nimiq 2                           | Satellite de télécommunications                                                   |

## Vols orbitaux

### Par pays
| Pays       | Lancements | Succès | Échecs | Échecs partiels | Remarques |
| ---------- | ---------- | ------ | ------ | --------------- | --------- |
| Chine      | 5          | 4      | 1      |                 |           |
| États-Unis | 17         | 17     |        |                 |           |
| Europe     | 12         | 11     | 1      |                 |           |
| Inde       | 1          | 1      |        |                 |           |
| Israël     | 1          | 1      |        |                 |           |
| Japon      | 3          | 3      |        |                 |           |
| Russie/CEI | 23         | 21     | 2      |                 |           |
| Ukraine    | 2          | 2      |        |                 |           |
| Total      | 64         | 60     | 4      |                 |           |

### Par lanceur
| Lanceur          | Pays       | Lancements | Succès | Échecs | Échecs partiels | Remarques                    |
| ---------------- | ---------- | ---------- | ------ | ------ | --------------- | ---------------------------- |
| Ariane 4         | Europe     | 8          | 8      |        |                 |                              |
| Ariane 5         | Europe     | 4          | 3      | 1      |                 | Vol inaugural d'Ariane 5 ECA |
| Atlas            | États-Unis | 5          | 5      |        |                 |                              |
| Delta II         | États-Unis | 3          | 3      |        |                 |                              |
| Delta IV         | États-Unis | 1          | 1      |        |                 |                              |
| Dnepr-1          | Ukraine    | 1          | 1      |        |                 |                              |
| H-IIA            | Japon      | 3          | 3      |        |                 |                              |
| Kosmos-3M        | Russie     | 4          | 4      |        |                 |                              |
| Kaituozhe        | Chine      | 1          |        | 1      |                 | Vol inaugural                |
| Longue Marche 2F | Chine      | 2          | 2      |        |                 |                              |
| Longue Marche 4B | Chine      | 2          | 2      |        |                 |                              |
| Molnia           | Russie     | 2          | 2      |        |                 |                              |
| Navette spatiale | États-Unis | 5          | 5      |        |                 |                              |
| Pegasus XL       | États-Unis | 1          | 1      |        |                 |                              |
| Proton-K         | Russie     | 8          | 7      | 1      |                 |                              |
| Proton-M         | Russie     | 1          | 1      |        |                 |                              |
| PSLV             | Inde       | 1          | 1      |        |                 |                              |
| Rokot            | Russie     | 2          | 2      |        |                 |                              |
| Shavit-1         | Israël     | 1          | 1      |        |                 |                              |
| Soyouz-FG        | Russie     | 2          | 2      |        |                 |                              |
| Soyouz-U         | Russie     | 4          | 3      | 1      |                 |                              |
| Titan            | États-Unis | 2          | 2      |        |                 |                              |
| Zenit-3SL        | Ukraine    | 1          | 1      |        |                 |                              |

### Par type d'orbite
| Orbite                 | Lancements | Succès | Échecs | Orbite atteinte involontairement | Remarques                                                                              |
| ---------------------- | ---------- | ------ | ------ | -------------------------------- | -------------------------------------------------------------------------------------- |
| Basse                  |            |        |        |                                  |                                                                                        |
| Moyenne                |            |        |        |                                  |                                                                                        |
| Haute                  |            |        |        |                                  | dont Molnyua, orbite de transfert vers la Lune, orbite elliptique à forte excentricité |
| Géosynchrone/transfert |            |        |        |                                  |                                                                                        |
| Héliocentrique         |            |        |        |                                  | dont orbite de transfert interplanétaire                                               |

### Par site de lancement
| Site                      | Pays       | Lancements | Succès | Echecs | Echecs partiels | Remarques |
| ------------------------- | ---------- | ---------- | ------ | ------ | --------------- | --------- |
| Cap Canaveral             | États-Unis | 9          | 9      |        |                 |           |
| Jiuquan                   | Chine      | 2          | 2      |        |                 |           |
| Kennedy                   | États-Unis | 5          | 5      |        |                 |           |
| Kourou                    | France     | 12         | 11     | 1      |                 |           |
| Plate-forme Ocean Odyssey | Norvège    | 1          | 1      |        |                 |           |
| Palmachim                 | Israël     | 1          | 1      |        |                 |           |
| Plessetsk                 | Russie     | 24         | 22     | 2      |                 |           |
| Satish-Dhawan             | Inde       | 1          | 1      |        |                 |           |
| Taiyuan                   | Chine      | 3          | 2      | 1      |                 |           |
| Tanegashima               | Japon      | 3          | 3      |        |                 |           |
| Vandenberg                | États-Unis | 3          | 3      |        |                 |           |

## Survols et contacts planétaires
| Date | Sonde spatiale | Événement | Remarque |
| ---- | -------------- | --------- | -------- |
|      |                |           |          |

### Sources
- (en) Jonathan McDowell, « Jonathan's Space Report », Jonathan's Space Page
- (en) Gunter Krebs, « Chronology of Space Launches », Gunter's Space Page
- (en) « SPACE FLIGHT 2002 - The Year in Review », NASA